# Garlitos
Garlitos je španělské město situované v provincii Badajoz (autonomní společenství Extremadura).

## Poloha
Obec je vzdálena 206 km od města Badajoz. Patří do okresu La Siberia a soudního okresu Herrera del Duque.

## Historie
V roce 1834 se obec stává součástí soudního okresu Puebla de Alcocer. V roce 1842 čítala obec 151 usedlostí a 543 obyvatel.

## Odkazy

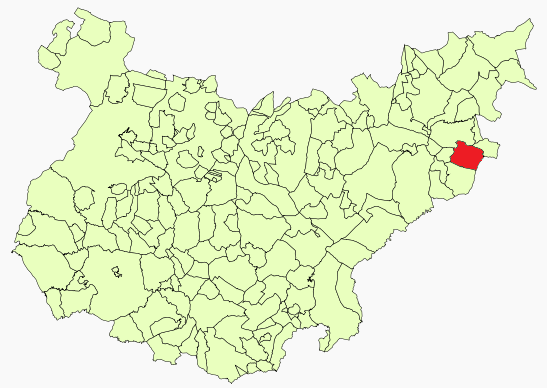
Poloha obce v provincii Badajoz

## Demografie
| Populace obce Garlitos z let (1842–2010) | Populace obce Garlitos z let (1842–2010) | Populace obce Garlitos z let (1842–2010) | Populace obce Garlitos z let (1842–2010) | Populace obce Garlitos z let (1842–2010) | Populace obce Garlitos z let (1842–2010) | Populace obce Garlitos z let (1842–2010) | Populace obce Garlitos z let (1842–2010) | Populace obce Garlitos z let (1842–2010) | Populace obce Garlitos z let (1842–2010) | Populace obce Garlitos z let (1842–2010) | Populace obce Garlitos z let (1842–2010) | Populace obce Garlitos z let (1842–2010) | Populace obce Garlitos z let (1842–2010) | Populace obce Garlitos z let (1842–2010) | Populace obce Garlitos z let (1842–2010) | Populace obce Garlitos z let (1842–2010) | Populace obce Garlitos z let (1842–2010) |
| ---------------------------------------- | ---------------------------------------- | ---------------------------------------- | ---------------------------------------- | ---------------------------------------- | ---------------------------------------- | ---------------------------------------- | ---------------------------------------- | ---------------------------------------- | ---------------------------------------- | ---------------------------------------- | ---------------------------------------- | ---------------------------------------- | ---------------------------------------- | ---------------------------------------- | ---------------------------------------- | ---------------------------------------- | ---------------------------------------- |
| 1842                                     | 1857                                     | 1860                                     | 1877                                     | 1887                                     | 1897                                     | 1900                                     | 1910                                     | 1920                                     | 1930                                     | 1940                                     | 1950                                     | 1960                                     | 1970                                     | 1981                                     | 1991                                     | 2001                                     | 2010                                     |
| 543                                      | 1 157                                    | 940                                      | 888                                      | 822                                      | 707                                      | 797                                      | 898                                      | 972                                      | 1 166                                    | 1 373                                    | 1 565                                    | 1 601                                    | 1 164                                    | 875                                      | 817                                      | 777                                      | 656                                      |